# R-New
R-New é o primeiro álbum de estúdio de Hiroshi Kitadani. Foi lançado em 28 de agosto de 2008 pela Lantis e possui 12 faixas, incluindo a primeira abertura de One Piece, "We Are!".

## Produção
O álbum foi lançado em duas versões. Uma contendo um DVD com um documentário making-of e o videoclipe de "Mono Telepathy".

## Recepção
Sobre o álbum, o CD Journal disse que "é uma boa mistura de pop e rock, com músicas legais que passam uma boa sensação de determinação inabalável."
O álbum chegou à 240ª posição no Oricon Albums Chart.

## Faixas[7]
| N.º            | Título                                               | Letras                | Música         | Arranjo              | Duração |  |
| 1.             | "Refractional Jealousy"                              | Masami Okui           | MACARONI☆      | MACARONI☆            | 3:27    |  |
| 2.             | "Mono Telepathy"                                     | H. Kitadani e Monta   | MACARONI☆      | MACARONI☆            | 4:34    |  |
| 3.             | "Tobira"                                             | MACARONI☆             | MACARONI☆      | MACARONI☆            | 4:40    |  |
| 4.             | "Giri Giri Emotion"                                  | Monta                 | Monta          | Hidetake Yamamoto    | 3:55    |  |
| 5.             | "Kakusei ~Brave mind~" (do jogo Muv-Luv Alternative) | Aki Hata              | Yohgo Kohno    | Y. Kohno             | 3:53    |  |
| 6.             | "Love Stage"                                         | MACARONI☆             | MACARONI☆      | MACARONI☆            | 3:42    |  |
| 7.             | "Shake ×3"                                           | M. Okui               | MACARONI       | Jun Yamazaki         | 4:16    |  |
| 8.             | "Una Mona"                                           | MACARONI☆             | MACARONI☆      | MACARONI☆            | 4:10    |  |
| 9.             | "Totsuzen DAYS"                                      | M. Okui e Mikio Sakai | M. Sakai       | Hideyuki Suzuki      | 3:51    |  |
| 10.            | "BANG!"                                              | M. Sakai              | M. Sakai       | M. Sakai e MACARONI☆ | 4:40    |  |
| 11.            | "shi・ru・shi"                                       | H. Kitadani           | H. Kitadani    | Kouhei Munemoto      | 5:16    |  |
| 12.            | "We Are!" (de One Piece)                             | Shoko Fujibayashi     | Kohei Tanaka   | Takayuki Negishi     | 4:02    |  |
| Duração total: | Duração total:                                       | Duração total:        | Duração total: | Duração total:       | 50:26   |  |